# Obusier de 105 mm modèle 1950
L'obusier de 105 mm modèle 1950 est un obusier français de 105 mm et de 23 calibres. Il s'agit du premier obusier de 105 mm conçu et fabriqué en Europe occidentale après la guerre qui est mis en service après la Seconde Guerre mondiale dans l'armée française.

## Histoire

### Conception
Les études pour la conception d'un obusier divisionnaire commence dès mars 1945 pour remplacer les obusiers HM2 américain. L'état major français demande une portée maximale de 14 km (au lieu des 11 km du HM2) et une capacité de tir tous azimut. Cette deuxième exigence est conservée malgré les avertissements de la DEFA concernant la complexité et l'alourdissement que celle-ci implique.
Pour répondre à ces exigences, l'arsenal de Bourges reprend des études faites avant la Seconde Guerre mondiale pour un affût triflèche. Un prototype avait été détruit à Tarbes pour éviter sa capture par les Allemands.

### Production
L'arsenal de Bourges produit 120 exemplaires pour l'armée française, qui devront tous être reconstruits en raisons de problèmes de construction.
L'obusier Modèle TF50 modifié sert de base à l'automoteur AMX Mk 61 monté en casemate sur un châssis d'AMX-13, pour un total de 550 exemplaires produits.

## Caractéristiques

### Canon
L'obusier TF-50 est une pièce d'artillerie de 105 mm de 23 calibres montée sur un affût triflèche. En position de tir, les flèches sont écartées de 120° pour former une plateforme sur laquelle évolue la masse pivotante du canon et les roues du canon sont relevées. Un frein de bouche à haut rendement est nécessaire pour assurer à la fois un long recul en cas de tir horizontal et un court recul en cas de tir plus vertical mais est très désagréable pour les servants de l'obusier en raison de son bruit.
L'obusier TF50 peut tirer à 360° en tir tous azimuts avec une hausse de -7° à 70°.

### Transport et munitions
En position de transport, deux des flèches sont rassemblées sous le canon tandis que la dernière est placé derrière le canon avec un anneau de remorquage. La configuration de transport est sensiblement plus lourde que la configuration de tir avec une masse de 3,2 tonnes au lieu de 2,9 tonnes.
L'obusier TF50 peut tirer l'obus explosif Mle 53 à une portée de 14,5 km qui est sa munition standard.

## Utilisateurs
L'originalité technique que représente l'obusier TF50 n'en fait ni un succès à l'exportation ni ne lui donne une importante longévité en France, en raison de son incapacité à remplacer réellement l'obusier HM2 américain.
 France
Armée de terre : 120 obusiers Modèle TF-50 sont livrés à partir de 1950. Ils quittent le service opérationnel à la fin de la guerre d'Algérie pour devenir des pièces d'instruction et sont remplacés à partir de 1968 par l'obusier parachutable OTO Malara Modèle 56.
 Côte d'Ivoire
Armée de terre : 4 obusiers Modèle TF-50 de seconde mains sont livrés par la France en 1972.

## Engagements

### Guerre d'Algérie
A la fin de la guerre d'Algérie, l'armée française déploie quelques obusiers Modèle TF50 au sein d'unités radar-canon pour défendre la ligne Morice et la ligne Challe. Cet emploi statique permet de tirer le meilleur parti de la capacité de tir tous azimuts et assure une permanence du feu.